# Cryptographis grisealis
Cryptographis grisealis là một loài bướm đêm trong họ Crambidae.